# 2890 Вілюйськ
2890 Вілюйськ (2890 Vilyujsk) — астероїд головного поясу, відкритий 26 вересня 1978 року.
Тіссеранів параметр щодо Юпітера — 3,595.